# Цона Артиг. Инд. Комерц. Меркатоне (Терамо)
Цона Артиг. Инд. Комерц. Меркатоне је насеље у Италији у округу Терамо, региону Абруцо.
Према процени из 2011. у насељу је живело 10 становника. Насеље се налази на надморској висини од 6 м.